# Shannon Gomez
Shannon Gomez (Chaguanas, 5 ottobre 1996) è un calciatore trinidadiano, difensore del San Antonio FC.

## Carriera

### Club
Nel 2015 ha giocato 4 partite nella fase a gironi della CONCACAF Champions League con il W Connection.

### Nazionale
Nel 2015 ha giocato 2 partite amichevoli in nazionale.

## Statistiche

### Cronologia presenze e reti in nazionale
| Cronologia completa delle presenze e delle reti in nazionale ― Trinidad e Tobago | Cronologia completa delle presenze e delle reti in nazionale ― Trinidad e Tobago | Cronologia completa delle presenze e delle reti in nazionale ― Trinidad e Tobago | Cronologia completa delle presenze e delle reti in nazionale ― Trinidad e Tobago | Cronologia completa delle presenze e delle reti in nazionale ― Trinidad e Tobago | Cronologia completa delle presenze e delle reti in nazionale ― Trinidad e Tobago | Cronologia completa delle presenze e delle reti in nazionale ― Trinidad e Tobago | Cronologia completa delle presenze e delle reti in nazionale ― Trinidad e Tobago |
| Data                                                                             | Città                                                                            | In casa                                                                          | Risultato                                                                        | Ospiti                                                                           | Competizione                                                                     | Reti                                                                             | Note                                                                             |
| -------------------------------------------------------------------------------- | -------------------------------------------------------------------------------- | -------------------------------------------------------------------------------- | -------------------------------------------------------------------------------- | -------------------------------------------------------------------------------- | -------------------------------------------------------------------------------- | -------------------------------------------------------------------------------- | -------------------------------------------------------------------------------- |
| 27-3-2015                                                                        | Port of Spain                                                                    | Trinidad e Tobago                                                                | 0 – 1                                                                            | Panama                                                                           | Amichevole                                                                       | -                                                                                | 77’                                                                              |
| 5-6-2015                                                                         | Willemstad                                                                       | Curaçao                                                                          | 1 – 0                                                                            | Trinidad e Tobago                                                                | Amichevole                                                                       | -                                                                                | 83’                                                                              |
| 5-6-2021                                                                         | Nassau                                                                           | Bahamas                                                                          | 0 – 0                                                                            | Trinidad e Tobago                                                                | Qual. Mondiali 2022                                                              | -                                                                                |                                                                                  |
| 4-6-2022                                                                         | Managua                                                                          | Nicaragua                                                                        | 2 – 1                                                                            | Trinidad e Tobago                                                                | CONCACAF Nations League 2022-2023 - 1º turno                                     | -                                                                                |                                                                                  |
| 7-6-2022                                                                         | Port of Spain                                                                    | Trinidad e Tobago                                                                | 1 – 0                                                                            | Bahamas                                                                          | CONCACAF Nations League 2022-2023 - 1º turno                                     | -                                                                                | 74’                                                                              |
| 10-6-2022                                                                        | Kingstown                                                                        | Saint Vincent e Grenadine                                                        | 0 – 2                                                                            | Trinidad e Tobago                                                                | CONCACAF Nations League 2022-2023 - 1º turno                                     | -                                                                                |                                                                                  |
| 14-6-2022                                                                        | Port of Spain                                                                    | Trinidad e Tobago                                                                | 4 – 1                                                                            | Saint Vincent e Grenadine                                                        | CONCACAF Nations League 2022-2023 - 1º turno                                     | -                                                                                |                                                                                  |
| 28-3-2023                                                                        | Bacolet                                                                          | Trinidad e Tobago                                                                | 1 – 1                                                                            | Nicaragua                                                                        | CONCACAF Nations League 2022-2023 - 1º turno                                     | -                                                                                |                                                                                  |
| 28-6-2023                                                                        | Saint Louis                                                                      | Giamaica                                                                         | 4 – 1                                                                            | Trinidad e Tobago                                                                | Gold Cup 2023 - 1º turno                                                         | -                                                                                | 76’                                                                              |
| 2-7-2023                                                                         | Charlotte                                                                        | Stati Uniti                                                                      | 6 – 0                                                                            | Trinidad e Tobago                                                                | Gold Cup 2023 - 1º turno                                                         | -                                                                                | 45’                                                                              |
| 8-9-2023                                                                         | Port of Spain                                                                    | Trinidad e Tobago                                                                | 1 – 0                                                                            | Antille Olandesi                                                                 | CONCACAF Nations League 2023-2024 - 1º turno                                     | -                                                                                |                                                                                  |
| 11-9-2023                                                                        | San Salvador                                                                     | El Salvador                                                                      | 2 – 3                                                                            | Trinidad e Tobago                                                                | CONCACAF Nations League 2023-2024 - 1º turno                                     | -                                                                                |                                                                                  |
| 16-11-2023                                                                       | Austin                                                                           | Stati Uniti                                                                      | 3 – 0                                                                            | Trinidad e Tobago                                                                | CONCACAF Nations League 2023-2024 - Quarti di finale                             | -                                                                                |                                                                                  |
| 21-11-2023                                                                       | Port of Spain                                                                    | Trinidad e Tobago                                                                | 2 – 1                                                                            | Stati Uniti                                                                      | CONCACAF Nations League 2023-2024 - Quarti di finale                             | -                                                                                |                                                                                  |
| 23-3-2024                                                                        | Frisco                                                                           | Canada                                                                           | 2 – 0                                                                            | Trinidad e Tobago                                                                | CONCACAF Nations League 2023-2024 - Play-off                                     | -                                                                                | 80’                                                                              |
| 5-6-2024                                                                         | Port of Spain                                                                    | Trinidad e Tobago                                                                | 2 – 2                                                                            | Grenada                                                                          | Qual. Mondiali 2026                                                              | -                                                                                | 76’                                                                              |
| 10-10-2024                                                                       | Santiago di Cuba                                                                 | Cuba                                                                             | 2 – 2                                                                            | Trinidad e Tobago                                                                | CONCACAF Nations League 2024-2025 - 1º turno                                     | -                                                                                |                                                                                  |
| 14-10-2024                                                                       | Bacolet                                                                          | Trinidad e Tobago                                                                | 3 – 1                                                                            | Cuba                                                                             | CONCACAF Nations League 2024-2025 - 1º turno                                     | -                                                                                |                                                                                  |
| 17-12-2024                                                                       | Riad                                                                             | Arabia Saudita                                                                   | 3 – 1                                                                            | Trinidad e Tobago                                                                | Amichevole                                                                       | -                                                                                | 46’                                                                              |
| Totale                                                                           |                                                                                  | Presenze                                                                         | 19                                                                               |                                                                                  | Reti                                                                             | 0                                                                                |                                                                                  |